# NDs-mPeG
DPG es un formato contenedor de vídeo y audio diseñado específicamente para Nintendo DS. Su nombre, proviene de la contracción de NDS-MPEG.

## Finalidad del formato
El formato DPG está pensado para vídeos de baja resolución, bajo bitrate y bajo framerate, para evitar problemas con el limitado hardware de Nintendo DS en cuanto a reproducción de vídeo.
Está basado en el estándar MPEG4 parte 3, y es hermano de los formatos FLV y 3GP debido a su misma filosofía y un funcionamiento similar (máxima calidad con un consumo mínimo de espacio y recursos).

## Presentación
Normalmente un archivo DPG es un archivo de vídeo convertido de forma casera con una utilidad dedicada a tal finalidad. El programa más usado es DPG Tools, un explorador multimedia de archivos para Nintendo DS. De hecho, Moonshell suele incluir DPG Tools por defecto. Moonshell también es el principal programa capaz de leer los archivos DPG.

## Códecs de audio y vídeo
Los códecs de audio principales del contenedor DPG son dos, MP2 (para obtener la máxima calidad de sonido) u OGG (para obtener el mayor rendimiento).
El códec de vídeo es el M1V.
En audio la calidad óptima es de 112/128kbps.
En video la calidad óptima es de 96kbps.
De esa manera el archivo de video de 1 hora no supera los 10MBs

## Ventajas
El formato DPG, pese a ser un formato de baja calidad de audio y video, tiene dos grandes ventajas, que son:
- Peso mínimo: El formato DPG también se caracteriza por ser un formato con un tamaño mínimo. Se pueden almacenar 90 minutos de vídeo aproximadamente en unos 200 Megabytes, con el bitrate máximo del formato (512Kbps) y calidad de vídeo alta (MP2).

## Convertidores y reproductores
Normalmente, para reproducir vídeo DPG se necesita un gestor de archivos para NintendoDS como DSOrganize o MoonShell. Lo que significa que necesitas también un Flashcart compatible con dichas aplicaciones. También existen aplicaciones homebrew diseñadas para la reproducción de vídeo en NintendoDS, como DSVideo.
Para convertir vídeo a DPG, se necesita, además de los códecs pertinentes (ffdshow, por ejemplo), un programa convertidor como DPGTools o BatchDPG.